# Melaphis
Melaphis (лат.) — род тлей из подсемейства Eriosomatinae (Fordini). Неарктика, интродуцированы в Европу (Великобритания, Швеция).

## Описание
Мелкие насекомые, длина около 2 мм.
Ассоциированы с растениями Rhus, на которых образуют красные и белые галлы. Близок к азиатским тлям Fordini из подтрибы  Melaphidina (Nurudea, Kaburagia, Schlechtendalia). Диплоидный набор хромосом 2n=26.

## Виды
- Melaphis asafitchi Foottit & Maw, 2018
- Melaphis minuta Baker & A.C., 1919
- Melaphis rhois (Fitch, 1866)